# Adolf Pratobevera von Wiesborn

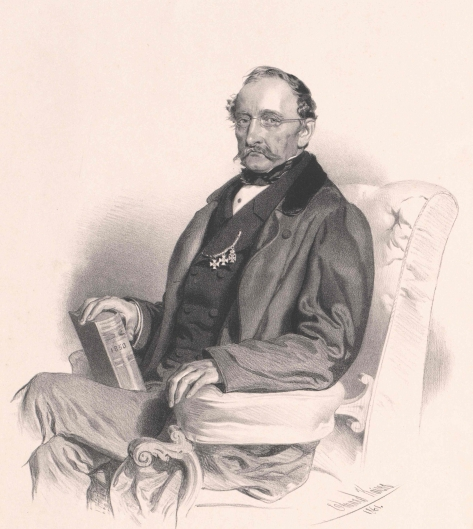
Adolf Pratobevera von Wiesborn (1806–1875)

Adolf Pratobevera von Wiesborn (* 12. Juni 1806 in Bielitz; † 16. Februar 1875 in Wien) war ein österreichischer Politiker, Jurist und Beamter.

## Leben
Der Sohn des 1838 zum Freiherrn von Wiesborn erhobenen Carl Joseph (von) Pratobevera absolvierte bis 1828 ein Rechtsstudium an der Universität Wien und promovierte 1830 zum Dr. iur. Er trat 1828 in die Beamtenlaufbahn in der Kammerprokuratur ein. Von 1832 bis 1837 war er im Staatsrat tätig. 1838 bis 1842 war er österreichischer Bevollmächtigter bei der Bundeszentralbehörde in Frankfurt am Main, die er als Präsident leitete. 1847/48 bekleidete er die Ehrenstelle als Sekretär Erzherzog Johanns in dessen Funktion als Kurator der Österreichischen Akademie der Wissenschaften. An der Abfassung der Justizgesetze von 1850 hatte er als Sektionschef im Justizministerium bedeutenden Anteil.
Nach Tätigkeit in der Justiz wurde er 1861 in das Abgeordnetenhaus gewählt. Unter Verleihung der Geheimratswürde wurde er am 6. Februar 1861 zum Justizminister im Ministerium Erzherzog Rainer ernannt. Im Zusammenwirken mit Staatsminister Anton von Schmerling schuf er die zentralistische Februarverfassung von 1861. Mit dem Protestantenpatent (1861), dem Gesetz vom 27. Oktober 1862 zum Schutz der persönlichen Freiheit und dem Gesetz vom 27. Oktober 1862 zum Schutze des Hausrechts wurden vom Ministerium Erzherzog Rainer wesentliche Schritte zur Liberalisierung der Verhältnisse im Kaisertum Österreich gesetzt. Sein Amt musste er im Dezember 1862 wegen eines Augenleidens aufgeben. 1864 durch eine Operation geheilt, kam es im Dezember 1864 kam es zum offenen Bruch mit Schmerling, was zum Sturz des Ministeriums Erzherzog Rainer im Folgejahr beitrug. Als entschiedener Gegner des Ministerpräsidenten Richard Belcredi war er nach dem Ende der Sistierung der Verfassung vom 20. September 1865 seit Oktober 1866 führend beteiligt an den Versuchen „verfassungstreuer“ Abgeordneter zur Erhaltung des österreichischen Einheitsstaates. Im Januar 1867 fanden in seiner Wohnung die Konferenzen ausgleichsskeptischer Abgeordneter statt. Im Februar 1867 zum Landmarschall, dem Chef der Landesverwaltung von Niederösterreich, ernannt, trieb er die Opposition jedoch nicht auf die Spitze und stimmte letztendlich für den Österreichisch-Ungarischen Ausgleich.
Im September 1869 legte Pratobevera sein Mandat im Abgeordnetenhaus nieder, wurde aber im Dezember desselben Jahres ins Herrenhaus berufen. 1870 trat er von seinem Posten als Landmarschall von Niederösterreich zurück.
Der auch künstlerisch begabte Pratobevera fungierte 1864 bis 1874 als erster Präsident des Vereins für Landeskunde von Niederösterreich.

## Ehrungen
- Großkreuz des österreichischen Franz Joseph-Ordens
- Österreichischer Leopoldsorden
- Preußischer Roter Adlerorden 3. Klasse
- Kommandeurkreuz des hessischen Verdienst-Ordens

## Werke
- „Einige Worte über die Gefängnissfrage“ (Wien 1848, Ghelen’sche Erben, 8°.)
- „Zur Erinnerung an Karl Joseph Freiherrn von Pratobevera-Wiesborn“ (Wien 1854, k. k. Hof- und Staatsdruckerei, 8°.)
- „Silhouetten aus dem österreichischen Reichstage“ (Leipzig 1862, Otto Wigand, kl. 8°.)